# 1166 Avenue of the Americas
1166 Avenue of the Americas, також відома як Міжнародна паперова будівля (англ. International Paper Building) — це офісна будівля висотою 600 футів (180 м) на Шостій авеню, 1166 між 45-ю та 46-ю вулицями в центрі Манхеттена в Нью-Йорку. Спорудження будівлі було завершене у 1974 році, вона має 44 поверхи загальною площею приблизно 1,7 мільйона квадратних футів. Спроектували будівлю Skidmore, Owings & Merrill. В цій будівлі розміщені головні офіси компаній Marsh & McLennan.
Орендарями є Penton, DE Shaw &amp; Co., William Blair &amp; Company, Janney Montgomery Scott LLC, 5W Public Relations, FTI Consulting і Huron Consulting Group.
Будівля була побудована в партнерстві з Tishman Organisation (попередник Tishman Speyer), Stanley Stahl і Arlen Realty .